# 國家冰淇淋月
國家冰淇淋月（英語：National Ice Cream Month）是一種起源於美国第298號聯合決議案。1984年5月17日，由參議員沃爾特·「迪伊」·赫德爾斯頓於美國肯塔基州發起，制定每年7月第三個星期日在美國慶祝的節日。